# Griko
Griko je jedan od dva narječja talijanskoga grčkoga (drugi je greko ili kalabrijski grčki) koji se smatraju novogrčkim južnotalijanskim narječjima (grčki: Κατωιταλιώτικα, 'južnotalijanska') koji su potomci srednjovjekovnoga grčkog pod utjecajem dorskog po jednoj teoriji, a po drugoj, starijoj, potomci su starogrčkih govora Magne Graecije. Rabi se u regiji Lecce na poluotoku Salentu u Apuliji u Italiji, područje se zove Grecia Salentina, a ondje se nalazi devet sela: Calimera, Martignano, Martano, Sternatia, Zollino, Corigliano d’Otranto, Soleto, Melpignano i Castrignano dei Greci. Ipak, čini se da griko nestaje iz Martignana, Soleta i Melpignana. Među 40 000 stanovnika, samo je nekoliko tisuća tečnih govornika. Prema UNESCO-u ima ih 20 000.
Kalabrijski grčki zove se greko, a njime se govori u Kalabriji.

## Povijest
Magna Graecia bila je grčka kolonija na jugu Italije od osmoga stoljeća prije Krista. Od desetoga stoljeća ove ere Grci iz Grčke bježe pred Turcima. U jedanaestom stoljeću Normani su se naselili u južnoj Italiji i latinizirali područje. Grčki kler također je prihvatio latinski jezik na misama. Grčki je polako gubio prestiž kako je u 13. stoljeću moć Bizanta opadala. Pod konstantnim utjecajem drugih naroda, grčka je kultura nestajala, grčki je postajao jezik neobrazovanih seljana, ali čak se i u tim slojevima diglosija povećala tijekom 17. stoljeća. Bilo je samo 12 sela u kojima se griko svakodnevno rabio na početku 19. stoljeća. Ipak, zainteresiranost za folklor učinio je svoje jer su se pjesme na griku skupljale i izdavale.
Emigracijska komisija koju je utemeljio talijanski parlament od 1901. pomagala je ljudima emigrirati. To je dovelo do masovnih emigracija sa siromašna juga s vrhuncem 1911. Ipak, fašistička vlast od 1922. odgovarala je ljude od emigracije i progonila govornike grčkoga. Unatoč tomu, sve do agrarne reforme 1950. – 1951. grčki su seljaci bili samodostatni zahvaljujući ogromnim zemljišnim posjedima (masserie), pa su mogli očuvati i svoj jezik. Po završetku Drugoga svjetskog rata napuštanje sela i obvezatna vojna služba potkopali su samodostatnost.
Inicijative koje su nastojale promovirati počele su u kasnim 1950-im, a vodili su ih intelektualci u Kalabriji i Bovi Marini te strani istraživači. Grupa studenata iz Bovesije izdala je pamflet La Ionica. U 1970-ima ustanovljen je Kulturni krug La Ionica, a pamflet je postao periodičan s poezijom i prozom na talijanskom i grčkom. Krug i govornici grčkog sa Salentine ustanovili su UGIM (Unione dei Greci dell’Italia Meridionale). Cilj je UGIM-a bila neuspješna peticija da se stave dvojezični znakovi na ceste i da se na Radiju Cosenza postavi petominutni program na grčkome. Ipak, privatne radiopostaje Radio Bova, Radio Mélito i Radio San Paolo u Kalabriji odlučile su puštati neke programe na grčkome. Grčka je vlada s pomoću Internacionalnog društva govornika grčkoga (SFEE) uspostavila bliske veze s La Ionicom i pozvala djecu koja govore kalabrijski grčki da posjećuju ljetni kamp u Grčkoj.

## Problemi
Talijanski grčki nalazi se na UNESCO-ovu popisu ugroženih jezika. Grčki se ne rabi u javnoj administraciji ni u sudstvu. Ima nekih dvojezičnih znakova na cestama. Grčki se ponekad može čuti na nekim privatnim radijima, ali u Kalabriji, no ne i na televiziji. Postoje neke publikacije koje se izdaju na talijanskome i grčkome (talijanske novine ponekad imaju članke na griku). Glazbena je tradicija ipak velika i popularna, pa se upotrebljava za popularizaciju jezika.

## Obilježja
Postoje mnoga obilježja po kojima se griko razlikuje od modernoga grčkog.

### Fonologija
Griko je sačuvao antičke geminacije (udvostručenje kao u hrvatskome najjači) suglasnika, sporadično je sačuvao antički izgovor ete i ipsilona. Skupovi ντ i μπ izgovaraju se kao [nd]/[d] i [mb].

### Gramatika
Očuvao je imenice na -in (-ιν) koje potječu od antičkih umanjenica na -ion (-ιον), vokativ na -e (-ε) u muškom rodu druge deklinacije (na -os, -ος) i deklinaciju imenica srednjega roda na -os (-ος). Primjer je posljednjega sklonidbe imenice δάσος ('šuma'):
| Padež          | Jednina     | Množina     |
| -------------- | ----------- | ----------- |
| nominativ      | dásos δάσος | dási δάση   |
| genitiv/ dativ | dásu δάσους | dásos δασών |
| akuzativ       | dáson δάσος | dási δάση   |
| vokativ        | dáson δάσος | dási δάση   |

Od pridjeva, očuvao je antičke komparative i pridjeve s dva završetka (danas se vrlo često sklanjaju kao pridjevi s tri završetka, svakako je oblik s dva završetka u prošlosti bio rašireniji).
Glagoli su očuvali stariji oblik imperativa aorista, stariji nastavak participa i infinitiv, iako s ograničenom upotrebom.

## Primjer
Ovdje je pjesma Καληνύφτα (Kalinifta, Laku noć):
|        | Griko | Moderni grčki | Hrvatski prijevod |
| ------ | --- | --- | --- |
| Pjesma | Καληνύφτα (Kali'nifta) Εβώ πάντα σε σένα πενσέω, γιατί σένα φσυχή μου 'γαπώ, τσαι που πάω, που σύρνω, που στέω στην καρδία, μου πάντα σένα βαστῶ. | Καληνύχτα (Kali'nihta) Εγώ πάντα εσένα σκέφτομαι, γιατί εσένα ψυχή μου αγαπώ, και όπου πάω, όπου σέρνομαι, όπου στέκομαι, στην καρδιά μου πάντα εσένα βαστώ. | Laku noćUvijek mislim na tebejer te volim, moja dušo,i kamo god odem, kamo god se odvučem, gdje god stojim,u svojem srcu uvijek držim tebe. |
| MFA    | [eˈvo ˈpanta se ˈsena penˈseo jaˈti ˈsena fsiˈhi mu ɣaˈpo tɕe pu ˈpao pu ˈsirno pu ˈsteo stin karˈdia mu ˈpanta ˈsena vasˈto]                     | [eˈɣo ˈpanda eˈsena ˈsceftome ʝaˈti eˈsena psiˈçi mu aɣaˈpo ce ˈopu ˈpao ˈopu ˈserno[me] ˈopu ˈsteko[me] stin ɡarˈðʝa mu ˈpanda eˈsena vaˈsto]               | |